# À nos actes manqués
Singles de Fredericks Goldman Jones
Nuit
(décembre 1990) Né en 17 à Leidenstadt
(juillet 1991)
Pistes de Fredericks Goldman Jones
Chanson d'amour (... !) (7) Peurs (9)
À nos actes manqués est une chanson enregistrée en 1990 par le trio vocal de variété française  Fredericks Goldman Jones (composé de Jean-Jacques Goldman, Carole Fredericks et Michael Jones). La musique, ainsi que les paroles, sont écrites par Jean-Jacques Goldman.
Sortie en 1990 sur l'album Fredericks Goldman Jones, la chanson est éditée en single l'année suivante. C'est, après le titre Nuit, le deuxième single tiré de l'album. Dans les entrevues, Goldman a expliqué que la musique a été inspirée par son voyage aux Antilles, où il a découvert le zouk. Le single est devenu un des principaux tubes de l'été 1991 et a atteint la 2e position du Top 50 pendant quatre semaines consécutives, du 11 mai au 1er juin 1991. Il reste à ce jour le single le mieux classé du trio.

## Musique et paroles
La chanson a été écrite et produite par Jean-Jacques Goldman. Elle est décrite par Elia Habib, un expert du Top 50, comme « une mélodie enjouée avec des accents africains, [elle] glorifie dans ses paroles les petits échecs de la vie de tous les jours avec beaucoup de tendresse et d'humour ». Le refrain est chanté par Carole Fredericks, alors que les couplets sont chantés tour à tour par Jean-Jacques Goldman et Michael Jones. 
Selon Jean-Jacques Goldman, la chanson a des « paroles tristes avec une musique gaie ».

## Classement
Le single s'est classé n°2 au Top 50. Il n'est pas parvenu à détrôner le hit Désenchantée de Mylène Farmer. Il a été certifié disque d'argent comme Nuit, son prédécesseur, pour plus de 125 000 exemplaires vendus. Il s'est vendu à plus de 150 000 exemplaires.

### Classements hebdomadaires
| Classement (1991)                         | Meilleure position |
| ----------------------------------------- | ------------------ |
| Europe (European Airplay Top 50)          | 11                 |
| Europe (Eurochart Hot 100)                | 17                 |
| France (Airplay Chart [AM & FM Stations]) | 1                  |
| France (SNEP)                             | 2                  |
| Québec (ADISQ)                            | 1                  |

## Reprise de M. Pokora
À nos actes manqués est une chanson reprise en 2010 par M. Pokora sur son album Mise à jour Version 2.0. Il l'a également sortie en single en 2011 ; celui-ci a connu un certain succès en France (où il a atteint la position numéro dix) et en Belgique. Elle est élue chanson de l'année aux 13e NRJ Music Awards le 28 janvier 2012.

### Avant la parution
Le 18 mars 2011, M Pokora annonce qu'il vient d'enregistrer une reprise de À nos actes manqués prévue pour une sortie en single. Il a aussi dit qu'il avait envoyé une copie à Goldman pour son fils. Deux jours plus tard, il reçoit un message de Goldman qui dit qu’« elle est fidèle à l’originale, mais mise à jour. »

### Clip
Le clip est filmé à Lyon. La vidéo se termine par un message de remerciement aux fans.

## Autres reprises
La chanson a aussi été reprise par les Exotic Girls en 1998, La Compagnie créole et par Jacky Rapon en 2002. 
Plus récemment, elle a également été reprise par le rappeur La Fouine, en 2011, par Jean-Félix Lalanne en duo avec Gérard Lenormand en 2013, puis par Malavoi avec la participation de Jean-Marie Ragald (album Le meilleur de Malavoi, vol. 2 ) en 2016, par Collectif Métissé sur l'album Fans des années 80, la suite en 2017, et par Christiane Obydol (du groupe Zouk Machine) en 2023.

## Liens
- Ressources relatives à la musique :   - MusicBrainz (œuvres)
  - SecondHandSongs